# Stanislav Krakovski
Sveti Stanislav Krakovski, rođen kao Stanisław Szczepanowski (Szczepanów, 26. srpnja 1030. – Krakov, 11. travnja 1079.) bio je šesti krakovski biskup. Stanislava je 1079. godine ubio poljski kralj Boleslav II., nakon čega je proglašen svetim Stanislavom mučenikom.
Stanislav je rođen u plemićkoj pobožnoj obitelji i školovao se u Gnieznu, tada glavnome gradu Poljske, u Parizu i Liègeu, nakon čega je postao svećenik. Stupio je u službu kao kanonik Vavelske katedrale pod biskupom Lambertom II. Sulom iz Krakova. Prihvatio je biskupsku dužnost 1072. godine i tako postao jedan od prvih domaćih poljskih biskupa. Kao biskup postao je savjetnikom vojvode Boleslava, koji je želio postati kraljem. Stanislav mu je u tome pomogao odabirom papinskih delegacija u Poljskoj pod papom Grgurom VII. Boleslav je okrunjen 1076. godine. 
Stanislav je od novog kralja zatražio potporu za niz benediktinskih samostana u Poljskoj. Dobar odnos između njih dvojice pogoršao se kao rezultat zemljišnog spora oko posjeda kraj rijeke Visle i dostigao je niske grane, kada je biskup Stanislav optužio kralja za izvanbračne veze. Kralja je biskup ekskomunicirao, nakon čega ga je kralj označio izdajnikom. Kralj je naredio svojim vojnicima da pogube biskupa, što su navodno odbili. Legenda kaže da je kralj osobno ubio biskupa u crkvi Skałka. Drugi izvori kažu kako je to bilo u obližnjen dvorcu. Biskupovo tijelo razrezano je na komade i bačeno u vodu. Javna reakcija na ovo ubojstvo prisilila je kralja da pobjegne u Kraljevinu Ugarsku i utočište je pronašao u benediktinskom samostanu. 